# JWM
JWM (Joe’s Window Manager) – menadżer okien dla X Window System stworzony przez Joe Wingbermuehle’a. Został napisany w języku C i wykorzystuje jedynie Xlib jako minimum. Poprzez odpowiednie flagi kompilacji można dodać obsługę:
- ikon PNG, JPG i XPM
- Xft
- Xinerama
- FriBidi

JWM zapewnia interfejs podobny do Windows 98, który można modyfikować za pomocą motywów. Joe’s Window Manager jest domyślnym menadżerem okien w takich dystrybucjach jak Damn Small Linux i Puppy Linux.